# الدورادو گولد
الدورادو گولد (به انگلیسی: Eldorado Gold) شرکت استخراج معادن کانادایی است، که در زمینه ارائه طلا و نقره، سرب، روی و مولیبدن، همچنین استخراج معدن روباز به‌منظور تولید کانی‌هایی مانند پیریت، کوارتز، سنگ مرمر، باریتین، بیوتیت، گرافیت، سنگ سماق، گالن، فلدسپات، تورمالین و رودونیت و نیز تولید اورانیم فعالیت می‌کند. 
شرکت الدورادو گولد در سال ۱۹۹۱ توسط ریچارد بارکلی، مایکل بیلی، گری نوردین، مارکو رومئو و چستر میلر تأسیس شد و در حال حاضر دارای عملیات در کشورهای برزیل، چین، یونان، ترکیه، رومانی، کانادا و پرو می‌باشد و به‌عنوان دهمین تولید کننده طلای جهان شناخته می‌شود.
دفتر مرکزی این شرکت در شهر ونکوور، بریتیش کلمبیا قرار دارد و بخشی از سهام آن در بازارهای بورس نیویورک و بورس تورنتو معامله می‌شود.